# Gundam Battle Chronicle
Gundam Battle Chronicle est un jeu vidéo d'action développé par Artdink et édité par Namco Bandai Games en mars 2007 sur PlayStation Portable. C'est une adaptation en jeu vidéo de la série basée sur l'anime Mobile Suit Gundam. C'est le troisième opus d'une série de cinq jeux vidéo,,.

## Série
1. Gundam Battle Tactics : 2005, PlayStation Portable
2. Gundam Battle Royale : 2006, PlayStation Portable
3. Gundam Battle Chronicle
4. Gundam Battle Universe : 2008, PlayStation Portable
5. Gundam Assault Survive : 2010, PlayStation Portable